# Klasztor Rohr
Klasztor Seeon – barokowy klasztor benedyktynów, znajdujący się w Rohr in Niederbayern.

## Źródła
- Johannes Zeschick, Simon Weiss: Benediktinerabteikirche Rohr in Niederbayern. Kunstverlag Josef Fink, Lindenberg 2015, ISBN 978-3-89870-900-2.